# Lemme de Krasner
En théorie des nombres, plus spécifiquement en analyse p-adique, le lemme de Krasner est un résultat de base, dû à Marc Krasner,  reliant la topologie d'un corps non archimédien complet à ses extensions algébriques.   

## Énoncé
Soit {\displaystyle K} un corps valué complet non archimédien  et soit {\displaystyle {\bar {K}}} une clôture algébrique séparable de  {\displaystyle K}. Étant donné un élément {\displaystyle \alpha } dans {\displaystyle {\bar {K}}}, notons {\displaystyle \alpha _{2},\ldots \alpha _{n}} ses conjugués de Galois. Le lemme de Krasner s'énonce de la façon suivante,,.
Lemme de Krasner — Si un élément {\displaystyle \beta } de {\displaystyle {\bar {K}}} est tel que {\displaystyle \left|\alpha -\beta \right|<\left|\alpha -\alpha _{i}\right|} pour {\displaystyle i=2,\dots ,n}, alors {\displaystyle K(\alpha )\subseteq K(\beta )}.

## Applications
- Le lemme de Krasner peut être utilisé pour montrer que la complétion p-adique et la clôture séparable des corps globaux commutent[4]. En d'autres termes, étant donné un idéal premier {\displaystyle {\mathfrak {p}}} d'un corps global {\displaystyle L}, la clôture séparable de la complétion {\displaystyle {\mathfrak {p}}}-adique de {\displaystyle L} est égale à la complétion {\displaystyle {\bar {\mathfrak {p}}}}-adique de la clôture séparable de {\displaystyle L}, où {\displaystyle {\bar {\mathfrak {p}}}} est un idéal premier de {\displaystyle {\bar {L}}} au-dessus de (qui contient) {\displaystyle {\mathfrak {p}}}.
- Une autre application consiste à prouver que {\displaystyle \mathbf {C} _{p}}, la complétion de la clôture algébrique de {\displaystyle \mathbf {Q} _{p}}, est algébriquement clos[5],[6].

## Généralisation
Le lemme de Krasner admet la généralisation suivante. Considérons un polynôme unitaire
{\displaystyle f^{*}=\prod _{k=1}^{n}(X-\alpha _{k}^{*})}
de degré {\displaystyle n>1} à coefficients dans un corps hensélien {\displaystyle (K,v)} et ayant ses racines dans la clôture algébrique {\displaystyle {\bar {K}}}. Soient I et {\displaystyle J} deux ensembles disjoints non vides dont l'union est {\displaystyle \{1,\ldots ,n\}}. Considérons de plus un polynôme 
{\displaystyle g=\prod _{i\in I}(X-\alpha _{i})}
à coefficients et racines dans {\displaystyle {\bar {K}}} et supposons que . Supposons que 
{\displaystyle v(\alpha _{i}-\alpha _{i}^{*})>v(\alpha _{i}^{*}-\alpha _{j}^{*})} pour tout {\displaystyle i\in I} et tout {\displaystyle j\in J}.
Alors les coefficients des polynômes 
{\displaystyle g^{*}:=\prod _{i\in I}(X-\alpha _{i}^{*})} et {\displaystyle \ h^{*}:=\prod _{j\in J}(X-\alpha _{j}^{*})}
sont contenus dans l'extension de {\displaystyle K} engendré par {\displaystyle g}. (Le lemme de Krasner original correspond au cas où {\displaystyle g} est de degré 1.)